# Android开发者日

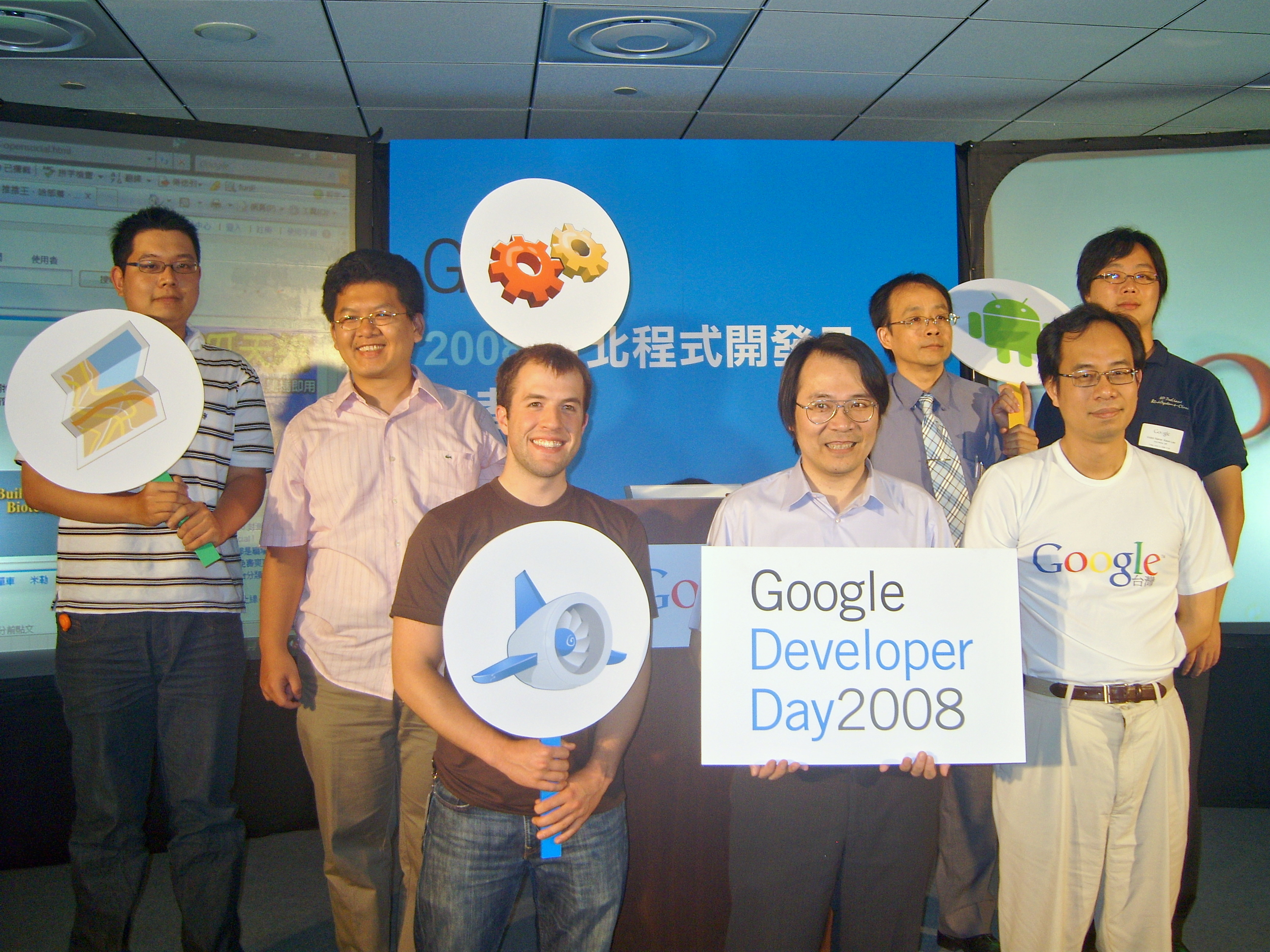
2008年Google开发者日

Android开发者日是一系列侧重于Android软件开发的全球活动，由Google、GDG组织和科技社区等举办，内容包括bootcamp、讲座、编码实验codelabs和技术会议，重点讨论移动产品、移动应用程序和Android，基于谷歌技术，谷歌应用软件的研发公司和开放式网络技术，例如它侧重于Android、Android Studio和给予每个参与者一次绝佳机会来学习谷歌开发者研发的产品和安卓平台的现状介绍，动手安装SDK最新版本，在最新的安卓设备上测试应用等，也同时与参与项目的工程师互动分享。这会议的形式类似于Google I/O和Google開發者日。